# Lathus-Saint-Rémy
Lathus-Saint-Rémy település Franciaországban, Vienne megyében. Lakosainak száma 1214 fő (2022. január 1.). Lathus-Saint-Rémy Adriers, Bourg-Archambault, Montmorillon, Plaisance, Saulgé, Azat-le-Ris, Oradour-Saint-Genest és Val-d’Oire-et-Gartempe községekkel határos.

## Népesség
A település népességének változása:
| Lakosok száma | 1214 | 1216 | 1236 | 1217 | 1217 | 1217 | 1217 | 1213 | 1214 |
|               | 2013 | 2015 | 2016 | 2017 | 2018 | 2019 | 2020 | 2021 | 2022 |